# Мужчине живётся трудно. Фильм 25: Торадзиро — цветок гибискуса
«Мужчине живётся трудно. Фильм 25: Торадзиро — цветок гибискуса» (яп. 男はつらいよ 寅次郎ハイビスカスの花, отоко-ва цурай ё: торадзиро хайбисукусу-но хана; англ. Tora's Tropical Fever (Tora-san 25) — японская комедийный художественный фильм, поставленный режиссёром Ёдзи Ямадой и вышедший на экраны в 1980 году. В этой 25-й серии из цикла «Мужчине живётся трудно», насчитывающего 48 кинолент, снятых с 1969 по 1995 год, в качестве подруги главного героя в третий раз на экране появляется певица Лили Мацуока (в исполнении Рурико Асаоки).

## Сюжет
Торадзиро вместе с Хироси, мужем своей сестры Сакуры, попадает в захудалую закусочную в Токио, где он вновь встречает Лили Мацуоку, красивую, но не слишком способную певицу (она была героиней 11 и 15 серий). Хироси приглашает Лили посетить их дом в Сибамате, но она отвечает отказом, так как не хочет принять их сочувствие её бедственному положению.
Спустя месяц, Тора-сан, странствующий торговец вразнос, возвращается домой в Сибамату, где его ожидает письмо от Лили. В письме, она извещает, что на сцене у неё горлом пошла кровь, в настоящее время она находится в больнице и хочет увидеться с ним. Тора-сан желает повидать несчастную красавицу Лили, прежде чем она умрёт. Но она лежит на Окинаве (это самый южный из японских островов). А Тора-сан страсть как боится летать самолётами. И только лишь уговорами хорошеньких стюардесс удаётся затащить его на борт самолёта. Там, на Окинаве Тора-сан тратит на Лили столько времени, сколько только необходимо для её восстановления, и благодаря его присутствию она поправляется.

## В ролях
- Киёси Ацуми — Торадзиро Курума (или Тора-сан)
- Тиэко Байсё — Сакура, сестра Торадзиро
- Рурико Асаока — Лили
- Дзюн Это — Такаси
- Гин Маэда — Хироси Сува, муж Сакуры
- Масами Симодзё — Тацудзо, дядя Тора-сана
- Тиэко Мисаки — Цунэ, тётя Тора-сана
- Хисао Дадзай — Умэтаро Кацура, босс Хироси
- Тисю Рю — священник
- Хаято Накамура — Мицуо Сува
- Гайдзиро Сато — Ко Гэн
- Судзуко Арагаки — Каори Ямадзато
- Тиэко Исадо — медсестра

## Прокат
Премьера фильма состоялась 2 августа 1980 года в Токио.
В 1980 году фильм занял седьмое место в списке самых кассовых фильмов в Японии.

## Отзывы
В 2006 году Стюарт Гэлбрейт IV, американский киновед, проживающий и работающий в Киото, назвал фильм «усладой во всех отношениях: это смешной, грустный, и проникновенный рассказ о человеческой природе».
Кинокритик не был удивлён тем, что эту серию режиссёр и соавтор сценария Ёдзи Ямада считал своей самой любимой из всех 48 фильмов сериала «Мужчине живётся трудно».

## Награды и номинации
Премия Японской киноакадемии
- 5-я церемония вручения премии (1981)

Выиграны:
- премия лучшей актрисе 1980 года — Тиэко Байсё (ex aequo — «Зов далёких гор», реж. Ёдзи Ямада).
- премия за лучший сценарий 1980 года — Ёситака Асама и Ёдзи Ямада (ex aequo — «Зов далёких гор»).

Номинации в категориях:
- за лучшую главную мужскую роль 1980 года — Киёси Ацуми.
- за лучшую режиссёрскую работу 1980 года — Ёдзи Ямада (ex aequo — «Зов далёких гор»).

Премия журнала «Кинэма Дзюмпо» (1981)
- Номинация на премию за лучший фильм 1980 года, однако по результатам голосования занял лишь 15 место.